# أندريس دوارتي
أندريس دوارتي (بالإسبانية: Andrés Duarte)‏ (4 فبراير 1972 بأسونسيون في باراغواي - ) هو مدرب كرة قدم ولاعب كرة قدم باراغواياني في مركز الدفاع، شارك في الألعاب الأولمبية الصيفية 1992. وشارك مع منتخب باراغواي الأولمبي لكرة القدم ومنتخب باراغواي لكرة القدم. أما مع النوادي، فقد لعب مع أرجنتينوس جونيورز وسيرو بورتينيو وفيرو كاريل أويستي.

## وصلات خارجية
- أندريس دوارتي على موقع الاتحاد الدولي (مؤرشف)  (الإنجليزية)
- أندريس دوارتي على موقع قاعدة بيانات كرة القدم.إي يو (الإنجليزية)
- أندريس دوارتي على موقع ناشيونال فوتبول تيمز (الإنجليزية)
- أندريس دوارتي على موقع أوليمبيديا (الإنجليزية)